# Javier Sáez de Ibarra
Javier Sáez de Ibarra (Vitoria, 1961) es un escritor español, especialmente conocido por sus cuentos, con los que ha ganado importantes premios, como el I Premio Internacional de Narrativa Breve Ribera del Duero en 2009 y el Premio Setenil en 2014.
Licenciado en Geografía e Historia por la Universidad Complutense (Madrid). Ejerció como profesor de Lengua Castellana y Literatura en diversos institutos de Madrid, como Al-Satt y G. A. Bécquer de Algete o Miguel de Cervantes, Daganzo, hasta su jubilación. Coordina la revista digital oxi-nobstante.blogspot.com. Participa en el podcast Tapa dura. Publica cuentos, textos misceláneos y de crítica literaria en RevistaPenúltima, Zenda, Quimera, Cuadernos hispanoamericanos y Turia, entre otras publicaciones. Ha impartido diversos talleres literarios. Pertenece a la junta directiva de la Asociación de Profesores de Español de Madrid "Francisco de Quevedo".   

## Libros de cuentos
- 2004: El lector de Spinoza (Páginas de Espuma).
- 2008: Propuesta imposible (Páginas de Espuma).
- 2009: Mirar al agua. Cuentos plásticos (Páginas de Espuma). I Premio Internacional de Narrativa Breve Ribera del Duero
- 2013: Bulevar (Páginas de Espuma). XI Premio Setenil.
- 2017: Fantasía lumpen (Páginas de Espuma).
- 2024: Un réquiem europeo (Páginas de Espuma).

## Poesía
- 2006: Motivos (Icaria).

## Novelas
- 2020: Vida económica de Tomi Sánchez (La Navaja Suiza).
- 2024: Don Quijote de la Mancha (volumen I) (adaptación) (Lunwerg).

## Microrrelatista
Según el crítico y profesor universitario Fernando Valls, Sáez de Ibarra es uno de los mejores autores de microrrelatos de las últimas generaciones, junto a otros nombres como Óscar Esquivias o Ignacio Ferrando.

## Antólogo y crítico
- Como editor, preparó la antología y realizó el estudio introductorio de relatos de Hipólito G. Navarro titulada El pez volador (Páginas de Espuma, 2008).
- Junto a Viviana Paletta dirigió la colección "Narrativa breve" para la editorial Páginas de Espuma, donde han publicado 20 títulos (19 preparados por ellos) de antologías temáticas de cuentos en lengua castellana.
- Ha elaborado la serie "Estudios de cuentistas" sobre 10 autores que publican en España. Aparecidos en la revista Quimera y con posterioridad en la revista digital "oxi-nobstante.blogspot.com".
- Realiza reseñas de libros para la revista digital Zenda.

## Premios
- I Premio Internacional de Narrativa Breve Ribera del Duero, (2009), por Mirar al agua. Cuentos plásticos, Editorial Páginas de Espuma.
- XI Premio Setenil, (2014), por Bulevar, Editorial Páginas de Espuma.
- XIII Premio Ciudad de Teruel de relatos (2001), por «El lector de Spinoza».

## Antologías en las que aparece
- 2010: VALLS, Fernando; PELLICER, Gemma, Siglo XXI. Los nuevos nombres del cuento español actual (Menoscuarto).
- 2010: NEUMAN, Andrés, Pequeñas resistencias, 5. El nuevo cuento español 2001-2010 (Páginas de Espuma).
- 2011: MUÑOZ, Miguel Ángel, La familia del aire. Entrevistas con cuentistas españoles (Páginas de Espuma).
- 2012: VALLS, Fernando, Mar de pirañas. Nuevas voces del microrrelato español (Menoscuarto).
- 2013: ENCINAR, Ángeles, Cuento español actual (1992-2012) (Cátedra).

## Presencia en obras colectivas
- 2005: «La reina», VV.AA., Di algo para romper este silencio. Celebración por Raymond Carver (Lectorum. México).
- 2009: «El vendedor de bebidas», VV.AA., Atmósferas (Asociación cultural Mucho cuento. Córdoba).
- 2010: «Un hombre pone un cuadro», VV.AA., Sólo cuento. Año II, tomo II. (Universidad Nacional Autónoma de México).
- 2014: «Huis clos», VV.AA., 201. Lado B. (Altazor).
- 2015: «Cristo y el Nazareno», VV.AA., Cuentos con estrella. Antología de relatos navideños. (Impresión Punto y seguido).
- 2015: «El lector de Spinoza», VV.AA., Puente levadizo. Veinticuatro cuentistas de Panamá y España. (AECID-Sagitario ediciones, Panamá).
- 2018: «Mensaje de otro mundo», VV.AA., Doce relatos, maestros (La Navaja Suiza).
- 2021: «El lobo», VV.AA., Cuando la realidad se parece a la ficción. 121 visiones sobre la pandemia del siglo XXI. (Ayuntamiento Molina de Segura).
- 2022: «Fukuyama», VV.AA., Minicuentos y fulgores. Homenaje a Luis Mateo Díez y José María Merino. (Eolas ediciones).
- 2024: «El patrón del deseo», VV.AA., Narrativa contemporánea Costa Rica - España. (Embajada de España-Editorial Costa Rica).

## Cuentos y textos publicados en revistas (no incluidos en libros)
- "El problema médico según progresistas y liberales": https://revistapenultima.com/el-problema-medico-segun-progresistas-y-liberales-relato-inedito-de-javier-saez-de-ibarra/
- "Los hombres": https://revistapenultima.com/los-hombres-relato-inedito-de-javier-saez-de-ibarra/
- “La memoria de los héroes”:https://oxi-nobstante.blogspot.com/2024/10/la-memoria-de-los-heroes.html
- “Confesión”. “Cuerpo”: https://oxi-nobstante.blogspot.com/2024/05/confesion-cuerpo.html
- “La llamada 2022”: https://oxi-nobstante.blogspot.com/2022/02/la-llamada-2022.html
- “(Solamente) el dinosaurio”: https://revistapenultima.com/solamente-el-dinosaurio-relato-inedito-de-javier-saez-de-ibarra/
- “Perspectivas de la muerte”: https://oxi-nobstante.blogspot.com/2021/09/perspectivas-de-la-muerte.html
- “Jornada de reflexión”: https://revistapenultima.com/jornada-reflexion-cuento-inedito-javier-saez-ibarra/
- “Variante de Ítaca”. “Novedad”. “Los ricos de Esquilo y los capitalistas”. “Nuestro sueño”: https://oxi-nobstante.blogspot.com/2021/07/variante-de-itaca-y-otros-textos.html
- “Los extraterrestres son gatos”. “El lobo”. “De altos vuelos”. “El pulpo”: https://oxi-nobstante.blogspot.com/2020/12/los-extraterrestres-son-gatos.html
- “Cuatro microrrelatos navideños”: https://nalocos.blogspot.com/search?q=cuatro+microrrelatos+navide%C3%B1os
- “Última versión”: https://nalocos.blogspot.com/search?q=S%C3%A1ez+de+Ibarra+%C3%9Altima+versi%C3%B3n
- “Gracias”: https://nalocos.blogspot.com/search?q=S%C3%A1ez+de+Ibarra+Gracias

## Artículos de crítica cultural
- “No ser Sherezade. Una poética”. (Revista Penúltima) : http://revistapenultima.com/no-ser-sherezade-una-poetica-de-javier-saez-de-ibarra/
- "¿Cómo hay que escribir? Crítica de la crítica". (Revista Penúltima): https://revistapenultima.com/como-hay-que-escribir-critica-de-la-critica-por-javier-saez-de-ibarra/
- “Una dignidad minúscula. Una lectura crítica de dignidad de Javier Gomá”. (Revista Penúltima – Pólemo): http://revistapenultima.com/una-dignidad-minuscula-una-lectura-critica-de-dignidad-de-javier-goma-lanxon-por-javier-saez-de-ibarra/. Otra versión: “Dignidad, pero según y cómo". (Zenda): https://www.zendalibros.com/dignidad-pero-segun-y-como/
- “Antonio Escohotado, intelectual «malote»”. (Revista Penúltima – Pólemo):http://revistapenultima.com/antonio-escohotado-intelectual-malote-javier-saez-ibarra/
- “Anette y Lyotard, un cuestionamiento”. (Revista Penúltima – Palimpsestos): http://revistapenultima.com/annette-y-lyotard-un-cuestionamiento-una-nueva-intervencion-de-javier-saez-de-ibarra/.. Otra versión: “Lyotard y Annette, un cuestionamiento de la posmodernidad": https://oxi-nobstante.blogspot.com/2022/03/annette-y-lyotard-un-cuestionamiento.html
- “Maradona y la muerte de Dios” (Zenda):https://www.zendalibros.com/maradona-y-la-muerte-de-dios/

## Artículos de crítica literaria
- ¿Qué cuentan los cuentistas? Introducción a la serie “Estudios de cuentistas”:https://oxi-nobstante.blogspot.com/2022/06/estudios-de-cuentistas-introduccion.html
- Eloy TIZÓN. Estrategias ante la muerte y la vida: https://oxi-nobstante.blogspot.com/2022/07/eloy-tizon-estrategias-ante-la-muerte-y.html
- Ángel ZAPATA. La indagación radical:https://oxi-nobstante.blogspot.com/2022/07/angel-zapata-la-indagacion-radical.html
- Hipólito NAVARRO. El rabioso deseo de vivir:https://oxi-nobstante.blogspot.com/2022/08/hipolito-navarro-el-rabioso-deseo-de.html
- Clara OBLIGADO. La condición extranjera:https://oxi-nobstante.blogspot.com/2022/10/clara-obligado-la-condicion-extranjera.html
- Quim MONZÓ. Del sexo al tiempo. Del qué al por qué: https://oxi-nobstante.blogspot.com/2022/09/quim-monzo-del-sexo-al-tiempo-del-que_29.html
- Juan Eduardo ZÚÑIGA. Brillos de la memoria:https://oxi-nobstante.blogspot.com/2022/11/juan-eduardo-zuniga-brillos-de-la.html
- Cristina FERNÁNDEZ CUBAS. Inquietante otredad:https://oxi-nobstante.blogspot.com/2022/12/cristina-fernandez-cubas-inquietante.html
- Carlos CASTÁN. Memoria del amor perdido:https://oxi-nobstante.blogspot.com/2023/01/carlos-castan-memoria-del-amor-perdido.html
- Pilar ADÓN. La soledad soñada: https://oxi-nobstante.blogspot.com/2023/02/pilar-adon-la-soledad-sonada.html
- Andrés NEUMAN. El juego como profanación:https://oxi-nobstante.blogspot.com/2023/04/andres-neuman-el-juego-como-profanacion.html
- Dejar hablar a las víctimas. La obra cuentística de Ana María MATUTE:https://oxi-nobstante.blogspot.com/2023/08/dejar-hablar-las-victimas-la-obra.html
- "Mujer, revolución, utopía. Los cuentos de Mª Teresa LEÓN y Luisa CARNÉS": Revista Muy Verbum: La generación del 27 (Marzo 2024).

## Reseñas
- CURIESES, Óscar. “Parábolas para repensar nuestra vida. Sobre Tengo la impresión de que el cielo se prepara para la lluvia”:https://www.zendalibros.com/parabolas-para-repensar-nuestra-vida/
- DEBRITTO, Abel: “Así se hizo Bukowski. Sobre Bukowski. Rey del underground”: https://www.zendalibros.com/asi-se-hizo-bukowski/
- DEL ARENAL, Andrés: “Sacar a la luz a José de Ribera. Sobre Jusepe”: https://www.zendalibros.com/sacar-a-la-luz-a-jose-de-ribera/
- GÓMEZ TORÉ, José Luis: “Poesía, silenciosa comunicación. Sobre El territorio blanco”: https://www.zendalibros.com/poesia-silenciosa-comunicacion/
- IRIARTE REGO, José Francisco: “Así se acaba la fiesta. Sobre Ojo azul”: https://www.zendalibros.com/asi-se-acaba-la-fiesta/
- JIMÉNEZ MORATO, Antonio: “Bailar en Nueva Orleans. Sobre NOLA”: https://www.zendalibros.com/bailar-en-nueva-orleans/
- LANZAS, Emilia: “No solo resistir, sobre Anatomía del desastre”: https://oxi-nobstante.blogspot.com/2024/08/no-solo-resistir-sobre-anatomia-del.html
- LÓPEZ MONDÉJAR, Lola: “¿Qué nos está pasando? Sobre Vulnerables e invertebrados”: https://www.zendalibros.com/que-nos-esta-pasando/
- LÓPEZ MONDÉJAR, Lola: "Las razones de Casandra. Sobre Sin relato": https://www.zendalibros.com/las-razones-de-casandra/
- MERUANE, Lina: “Manda el cuerpo. Sobre Avidez”: https://www.zendalibros.com/manda-el-cuerpo/
- MORALES, Javier: “Arrojar la piedra, levantar la mano. Sobre Las letras del bosque”: https://www.zendalibros.com/arrojar-la-piedra-levantar-la-mano/
- MORALES, Javier: “Lo que no se olvida nunca. Sobre Monfragüe”: https://www.zendalibros.com/lo-que-no-se-olvida-nunca/
- MORALES, Javier: "Si supieran de verdad que no se llevan a la boca un qué sino un quién". Sobre La hamburguesa que devoró el mundo: https://www.zendalibros.com/si-supieran-de-verdad-que-no-se-llevan-a-la-boca-un-que-sino-un-quien/
- PEÑAS, Esther: “La poesía lee la vida. Sobre Extravíos”: https://oxi-nobstante.blogspot.com/2024/05/la-poesia-lee-la-vida-resena-de.html
- RUIZ, Virginia: “¿Cuántas veces te han roto el corazón?. Sobre Lo que crece en las grietas:https://www.zendalibros.com/cuantas-veces-te-han-roto-el-corazon/
- ZAPATA, Ángel: “El pensamiento poético del surrealismo. Sobre Pleroma”: https://www.zendalibros.com/el-pensamiento-poetico-del-surrealismo/

## Programas - Podcast (Tapadura - Biblioteca de Cobeña)
- CERVANTES, Miguel de. Don Quijote de la Mancha. Y NAVARRO, Hipólito, Entrevista:https://www.youtube.com/watch?v=e3Q2U0v3yE8
- GARCÍA LORCA, Federico. Poeta en Nueva York: https://www.youtube.com/watch?v=NZX_MtV9ihk
- JOYCE, James. Dublineses: https://www.youtube.com/watch?v=vHG5DKjeuBU
- KAFKA, Franz. La Metamorfosis. Y CURIESES, Óscar. Entrevista: https://www.youtube.com/watch?v=G2vO9QPpibY
- EL LAZARILLO DE TORMES: https://www.youtube.com/watch?v=YVFfgDnKXlQ
- LÓPEZ MONDEJAR, Lola. Entrevista: https://www.youtube.com/watch?v=1OkuvptZ9IM
- OBLIGADO, Clara. Entrevista: https://www.youtube.com/watch?v=ybaOKgHsmPI
- ORTEGA, Jesús. Entrevista sobre F. García Lorca: https://www.youtube.com/watch?v=y8QwNj0xylk